# 沢田豊丈
沢田 豊丈（さわだ とよたけ、1881年（明治14年）4月16日 - 没年不詳）は、朝鮮総督府官僚。

## 経歴
岡山県久米郡里方村（現：久米南町）に国塩与三郎の二男として生まれ、岡山県会議員の沢田正泰の養子となった。妻は正泰の四女。赤坂高等尋常小学校、旧制岡山中学（現：岡山県立岡山朝日高等学校）、第三高等学校を経て、1907年（明治40年）、東京帝国大学法科大学独法科を卒業。山形県事務官、朝鮮総督府書記官、同道事務官、監察官、慶尚南道知事、慶尚北道知事を歴任した。
退官後は、東洋拓殖株式会社理事、朝鮮電気興業株式会社取締役、朝鮮電力株式会社監査役などを務めた。